# Dansk Polarcenter

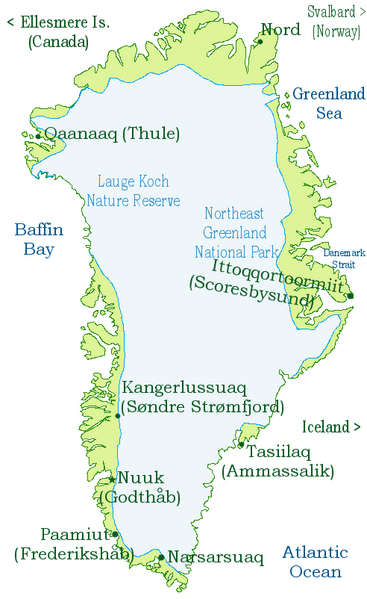
Grönland med nationalparkens läge

Dansk Polarcenter (danska: Dansk Polarcenter - DPC) var ett kunskaps-, service- och förmedlingscenter för danska myndigheter samt internationella myndigheter, forskare och institutioner som arbetade med polarforskning och arktiska förhållanden. Centret samordnade och utfärdarde besökstillstånd för resor till Grönlands nationalpark Grönlands enda nationalpark .
Den 1 februari 2009 stängdes centret, varvid de anställda och uppgifterna överfördes till andra delar av Forsknings- og Innovationsstyrelsen.

## Organisation
Verksamheten etablerades 1989 och DPC lydde under Forsknings- og Innovationsstyrelsen som är en enhet inom Ministeriet for Videnskab, Teknologi og Udvikling .
Centret bestod av fyra sektioner. Den 1 februari 2009 blev Dansk Polarcenter i praktiken nedlagt och de tre ursprungliga institutioner, som slogs samman för att bilda centret, ska delas upp igen. Arktisk Institut har ännu inte funnit sig ett nytt domicil. Eskimologisk Afdeling ska flytta till Københavns Universitet på Amager.
Även boksamlingen, Polarbiblioteket, ska delas upp. Københavns Universitet får sin egen samling samt Dansk Polarcenters del, medan Arktisk Instituts del av samlingen skiljs ut. 
Centret samarbetade bland annat med svenska Polarforskningssekretariatet, finska Havsforskningsinstitutet, norska Polarinstitutt och Arktiska Centret vid Lapplands universitet..
DPC gav ut tidskriften "Polarfronten".